# Un bellissimo novembre (film)
Un bellissimo novembre è un film del 1969 diretto da Mauro Bolognini, tratto dall'omonimo romanzo di Ercole Patti.

## Trama
Nino è un irrequieto adolescente di diciassette anni, che vive alle pendici dell'Etna a Catania in una famiglia dell'alta borghesia. Tutta la famiglia e i parenti si spostano in una masseria nei pressi di Catania e qui Nino cova una sfrenata passione d'amore per la zia Cettina, la sorella della mamma. La matura donna, che è sposata a Biagio, ricambia in parte l'attenzione del nipote Nino ma allo stesso tempo è interessata ad un socio del marito, Sasà, giovane ed aitante. Il marito pare spingerla verso il socio per motivi di convenienza. Cettina, accortasi delle attenzioni di Nino, lo provoca con alcuni atteggiamenti, finché una sera gli si concede. Ma la donna non ha intenzione di cambiare il suo modo di vivere, e qualche giorno dopo Nino la sorprende in una casetta in campagna che fa l'amore con Sasà: quando il socio dello zio se ne va, lasciando da sola Cettina, Nino entra e la prende a schiaffi. Il ragazzo si sposa quindi con la cugina Giulietta, sua coetanea, ma la sua passione per la zia è tutt'altro che sopita.

## Produzione
È stato girato ad Acireale, Catania, Giarre, Nicolosi, Pedara, Viagrande e Aci Sant'Antonio.

## Distribuzione
Il film venne distribuito dalla Dear Film il 5 aprile 1969. Il doppiaggio fu eseguito dalla C.D.C. presso gli stabilimenti C.D.S. Da notare che Rita Savagnone doppia sia Gina Lollobrigida che Danielle Godet. In alcune sequenze (in particolare in quella dove si scambiano le calze) questi due personaggi parlano persino fra loro. Anche Pino Colizzi doppia due personaggi, uno più anziano e uno più giovane.